# Championnat du Luxembourg de football 1990-1991
Navigation
Saison précédente Saison suivante
La saison 1990-1991 du Championnat du Luxembourg de football est la 77e édition du championnat de première division au Luxembourg. Les dix meilleurs clubs du pays se retrouvent au sein d'une poule unique, la Division Nationale, où ils s'affrontent deux fois, à domicile et à l'extérieur. À l'issue de cette première phase, les six premiers jouent la poule pour le titre. En bas de classement, les quatre derniers disputent une poule de promotion-relégation avec les huit meilleurs clubs de Promotion d'Honneur, la deuxième division luxembourgeoise.
Le club de l'Union Luxembourg, champion en titre, termine en tête de la poule pour le titre et est de nouveau sacré champion du Luxembourg pour la 5e fois de son histoire. Il devance de trois points la Jeunesse d'Esch et de 5,5 points le CA Spora Luxembourg. L'Union Luxembourg réussit même le doublé Coupe-championnat après sa victoire en finale de la Coupe du Luxembourg face à la Jeunesse d'Esch.

## Les 10 clubs participants
| - CA Spora Luxembourg - Progrès Niedercorn - Promu de Promotion d'Honneur - Swift Hesperange - Fola Esch - CS Grevenmacher | - Union Luxembourg - AS La Jeunesse d'Esch - Avenir Beggen - Red Boys Differdange - Aris Bonnevoie |

## Compétition

### Première phase
Le barème utilisé pour établir le classement est le suivant :
- Victoire : 2 points
- Match nul : 1 point
- Défaite : 0 point

| Rang | Équipe                 | Pts | J  | G  | N | P  | Bp | Bc | Diff |
| ---- | ---------------------- | --- | -- | -- | - | -- | -- | -- | ---- |
| 1    | Union Luxembourg (T)   | 30  | 18 | 14 | 2 | 2  | 49 | 14 | +35  |
| 2    | Jeunesse d'Esch        | 24  | 18 | 9  | 6 | 3  | 32 | 22 | +10  |
| 3    | CA Spora Luxembourg    | 23  | 18 | 11 | 1 | 6  | 34 | 30 | +4   |
| 4    | Avenir Beggen          | 20  | 18 | 8  | 4 | 6  | 37 | 24 | +13  |
| 5    | CS Grevenmacher        | 20  | 18 | 10 | 0 | 8  | 29 | 25 | +4   |
| 6    | Swift Hesperange       | 19  | 18 | 7  | 5 | 6  | 36 | 29 | +7   |
| 7    | Red Boys Differdange   | 18  | 18 | 9  | 0 | 9  | 28 | 30 | -2   |
| 8    | Progrès Niedercorn (P) | 15  | 18 | 6  | 3 | 9  | 23 | 33 | -10  |
| 9    | Fola Esch              | 9   | 18 | 4  | 1 | 13 | 10 | 40 | -30  |
| 10   | Aris Bonnevoie         | 2   | 18 | 0  | 2 | 16 | 7  | 38 | -31  |

|  | Qualification pour la poule pour le titre            |
|  | Participation à la poule de promotion-relégation     |
|  | (T) Tenant du titre (P) : Promu de deuxième division |

### Seconde phase

#### Poule pour le titre
Les 6 équipes démarrent la seconde phase avec la moitié des points acquis lors de la première phase.
| Rang | Équipe               | Pts  | J  | G | N | P | Bp | Bc | Diff |
| ---- | -------------------- | ---- | -- | - | - | - | -- | -- | ---- |
| 1    | Union Luxembourg (T) | 28   | 10 | 5 | 3 | 2 | 12 | 8  | +4   |
| 2    | Jeunesse d'Esch      | 25   | 10 | 5 | 3 | 2 | 16 | 9  | +7   |
| 3    | CA Spora Luxembourg  | 22.5 | 10 | 4 | 3 | 3 | 17 | 11 | +6   |
| 4    | Avenir Beggen        | 22   | 10 | 6 | 0 | 4 | 19 | 14 | +5   |
| 5    | CS Grevenmacher      | 16   | 10 | 2 | 2 | 6 | 13 | 24 | -11  |
| 6    | Swift Hesperange     | 14.5 | 10 | 2 | 1 | 7 | 12 | 23 | -11  |

|  | Qualification pour la Coupe d'Europe des clubs champions 1991-1992                           |
|  | Qualification pour la Coupe des Coupes 1991-1992                                             |
|  | Qualification pour la Coupe UEFA 1991-1992                                                   |
|  | (T) Tenant du titre (C) Vainqueur de la Coupe du Luxembourg (P) : Promu de deuxième division |

#### Phase de promotion-relégation
Les clubs de Promotion d'Honneur sont indiqués en italique. Les 2 premiers de chaque poule participeront au championnat de Division Nationale la saison prochaine.